# ФЭД-Микрон
ФЭД-Микро́н — советский шкальный полуформатный фотоаппарат, выпускавшийся с 1968 по 1985 год на Харьковском машиностроительном заводе «ФЭД». Основой для разработки стал японский фотоаппарат «Konica Eye».
Единственный советский автоматический шкальный полуформатный фотоаппарат с зарядкой стандартными кассетами.
Всего выпущено около 110 тыс. экземпляров.

## Технические характеристики
- Тип применяемого фотоматериала — перфорированная фотокиноплёнка шириной 35 мм (фотоплёнка типа 135) в стандартных кассетах. Размер кадра — 18×24 мм.
- Корпус — литой из алюминиевого сплава.
  - На части выпуска была съёмная задняя стенка, на части — откидывающаяся.
- Фотографический затвор — центральный залинзовый затвор-диафрагма[3]. Выдержки затвора — от 1/30 до 1/800 с (отрабатываются бесступенчато) и «B» (от руки). Выдержка синхронизации с электронной фотовспышкой — 1/30 с. Синхроконтакт «Х», крепление для фотовспышки отсутствует.
- Значения диафрагмы от 1,9 до 16.
- Объектив — несъёмный «Гелиос-89» 1,9/30[4]. Фокусировка от 1 м до бесконечности. В поле зрения видоискателя отбражаются символы шкалы расстояний. Разрешающая способность — 50 лин/мм в центре кадра, 29 лин/мм по краям. Угол поля зрения — 52°.
- Видоискатель оптический, параллаксный. В поле зрения видоискателя находятся светящаяся кадроограничительная рамка для коррекции параллакса при съёмке с близкого расстояния (менее 1,5 м).
- Курковый взвод затвора и перемотки плёнки. Счётчик кадров автоматический самосбрасывающийся. Головка обратной перемотки типа рулетка.
- Автоспуск отсутствует.
- Резьба штативного гнезда — 1/4" дюйма.

## Принцип работы автоматики
Кольцевой селеновый фотоэлемент расположен вокруг передней линзы объектива. При применении светофильтров автоматически вносятся поправки на их плотность. Резьба для светофильтров — М46×0,75.
Фотоаппарат «ФЭД-Микрон» — программный автомат.
При максимальной яркости объекта съёмки отрабатывается выдержка 1/800 с. при диафрагме 16, при минимальной яркости — выдержка 1/30 с. при диафрагме 1,9. Изменить сочетание выдержка — диафрагма невозможно.
В видоискателе стрелочным индикатором отображается значение выдержки в долях секунды.
При низкой освещённости (выдержка больше 1/30 сек.) — затвор блокируется.
В ручном режиме при отключенной автоматике при выдержке 1/30 с возможна установка диафрагмы от 1,9 до 16. Этот же режим используется при работе с электронной фотовспышкой.
На длительной выдержке («В») возможна диафрагма только f/1,9.
Диапазон светочувствительности фотоплёнок от 16 до 250 ед. ГОСТ.

## Оценка фотоаппарата
В СССР фотоаппарат «ФЭД-Микрон» спросом не пользовался из-за малого размера кадра и чрезмерно высокой по тем временам цены — 85 рублей.

## Галерея

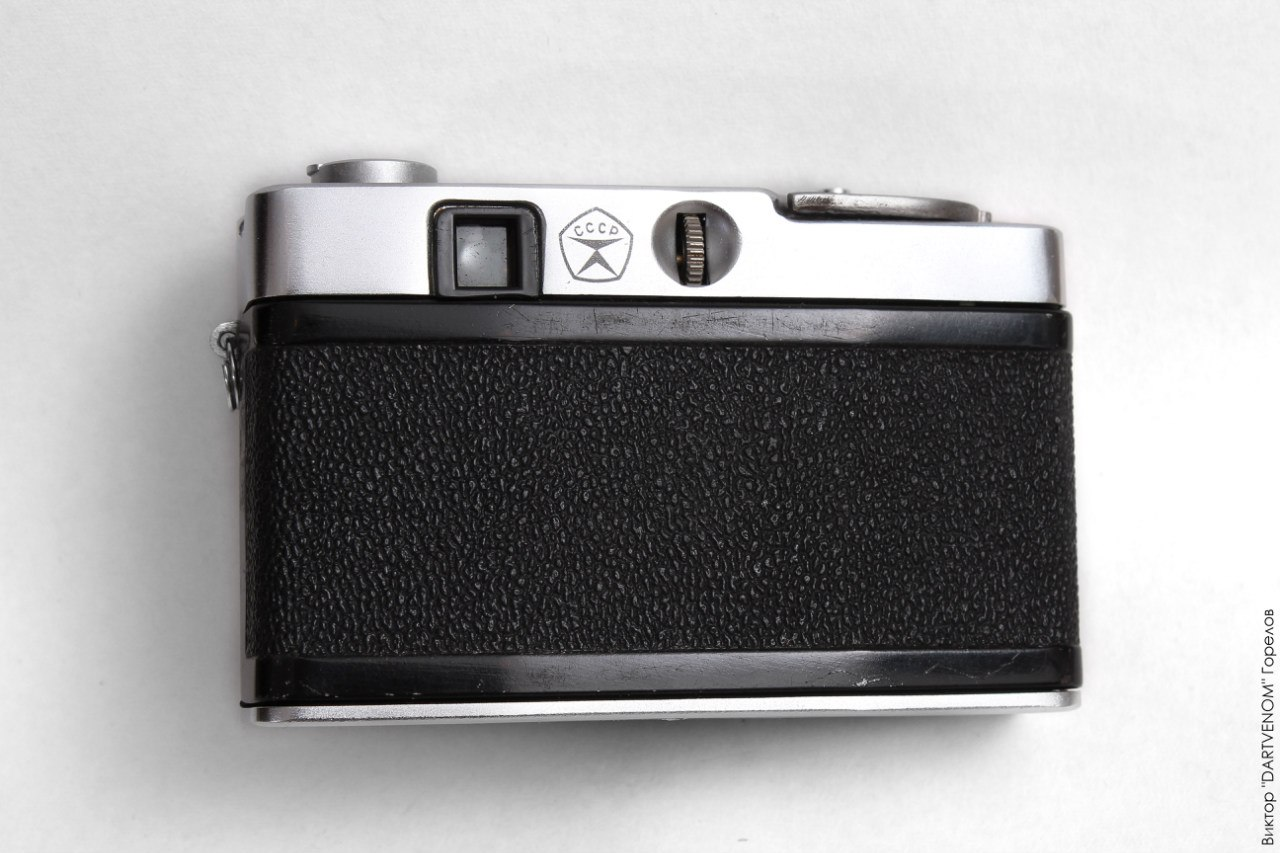
«ФЭД-Микрон», вид сзади
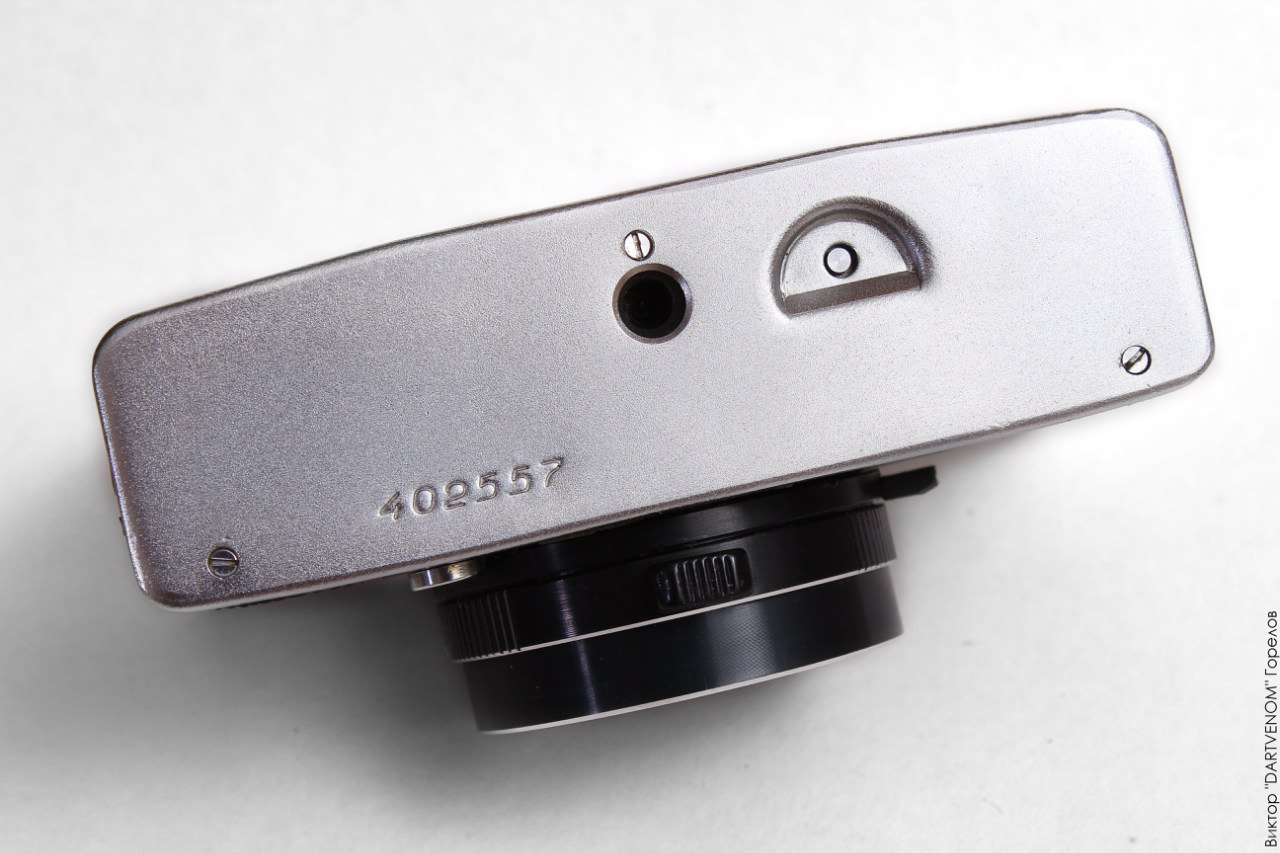
«ФЭД-Микрон», вид снизу
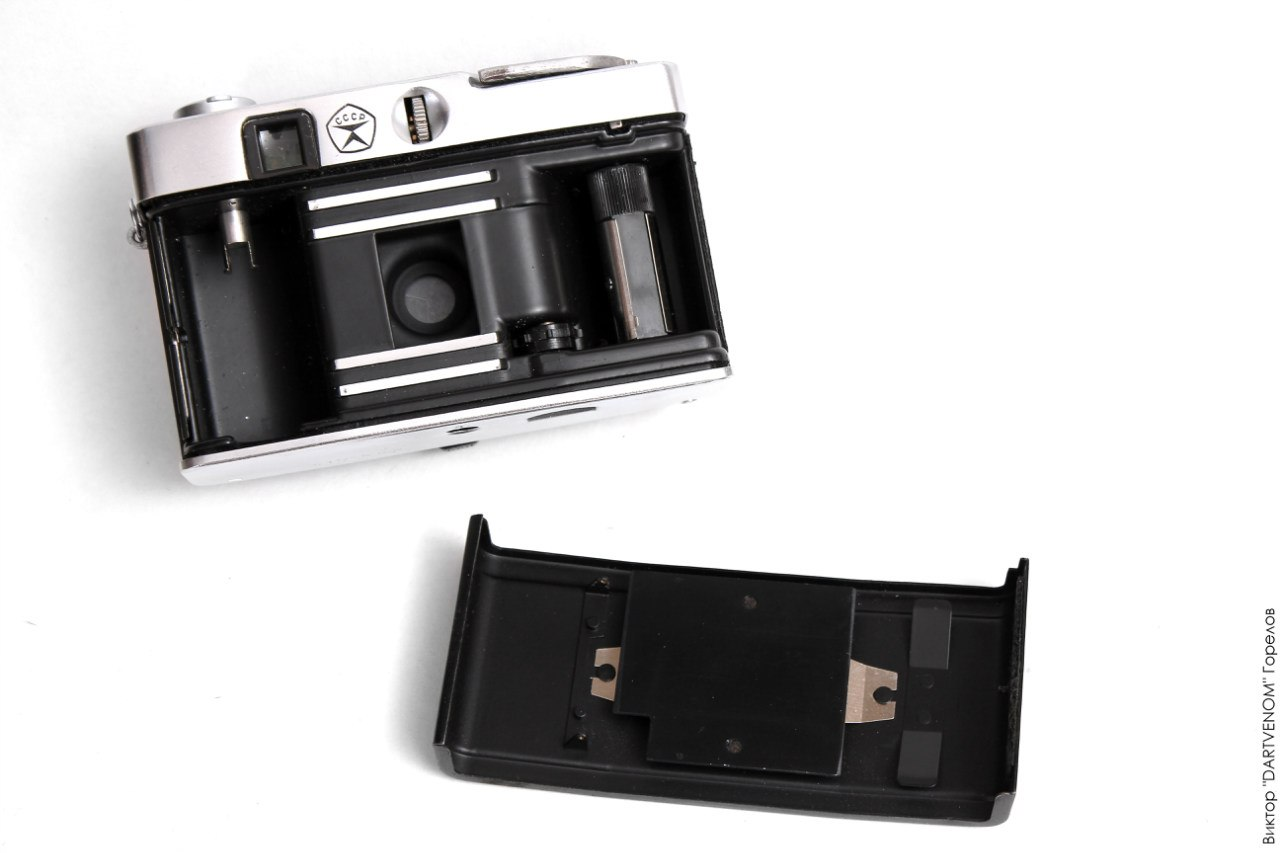
«ФЭД-Микрон» со снятой крышкой
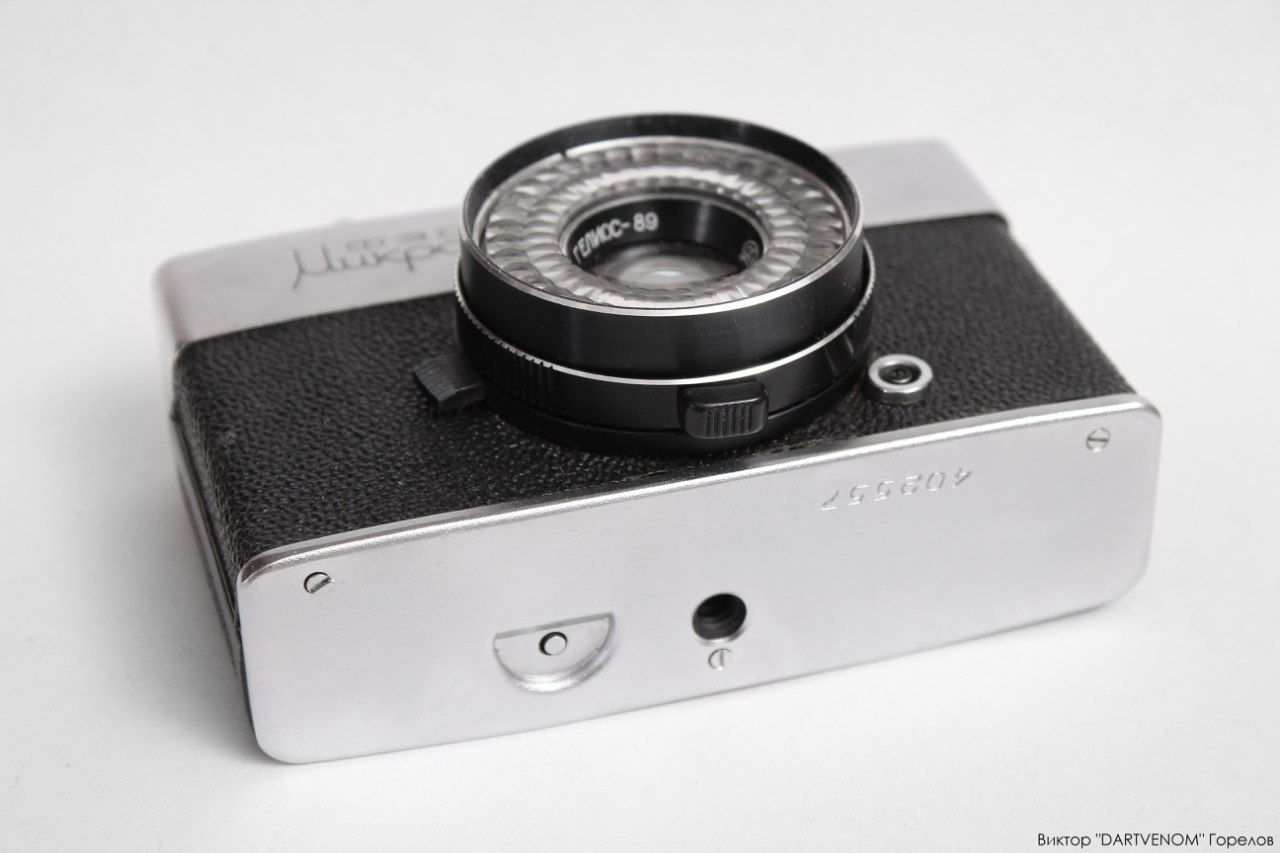
«ФЭД-Микрон», вид снизу